# Северное сияние (кинофестиваль)
«Северное сияние» (бел. «Паўно́чнае ззя́нне») — белорусский кинофестиваль, основанный в 2015 году для популяризации и поддержки балтийского и северноевропейского кино, входящий в сеть кинофестивалей Baltic to Black Sea.
Фестиваль был основан в 2015 году по инициативе посольства Финляндии в Беларуси и прошёл на площадках сразу трёх городов — Витебска, Гомеля и Минска. Показы прошли при полных залах, поэтому мероприятие решено было сделать ежегодным. Программу составили картины из Норвегии, Швеции, Дании, Финляндии, Исландии, Эстонии, Латвии и Литвы, фестиваль был включён в сеть Baltic to Black Sea. В 2018 году были добавлены детская программа анимационных фильмов, ретроспективы и мастерклассы. Фестиваль включает также индустриальную программу, в рамках которой проводятся мероприятия для профессионалов кино.
Программу 2020 года провели в онлайн-формате из-за карантина в период пандемии COVID-19.
С 2021 года фестиваль проходит вне Беларуси. В 2021-м большинство показов было проведено на онлайн-платформе. В 2022 году партнёром «Северного сияния» стал фестиваль «Тёмные ночи», предоставив для части показов свои площадки.
Из более чем 80 заявок, в программу «Северного сияния»-2023 были включены 40 картин. В этом году фестиваль стал предоставлять победителям денежные призы, предоставленные генеральным спонсором — телеканалом «Настоящее время». В 2023-м году Гран При выиграла картина «Аполлония, Аполлония» режиссёра Леа Глоб, специальное упоминание жюри — «Последняя весна» Франциски Элиассен и «Горы» Кристиана Айнсхоя. В белорусском конкурсе победила лента «Радзіма» режиссёров Александра Михалковича и Анны Бодяко, специальный приз получил фильм Андрея Кашперского «Ператрымка».
По заявлению команды фестиваля, в 2024 году впервые показы пройдут в Варшаве.